# Печать Коннектикута
Печать Коннектикута — один из символов американского штата Коннектикут.
В основу нинешней положена печать колонии Сейбрук, разработанной в 1639 году. На печати были изображены 15 виноградных лоз и, в верхнем левом углу, рука держащая свиток с надписью Sustinet qui transtulit. В 1644 году колония Сейбрук влилась в состав колонии Коннектикут, также к последней перешла печать Сейбрука. 25 октября 1711 года, губернатор и законодательный орган колонии модифицировали печать. Число виноградных лоз уменьшили до трёх, которые стали символизировать три самые старые поселения — Виндзор, Wethersfield и Хартфорд (по другой версии три колонии — Коннектикут, Сейбрук и Нью-Хейвен, слившиеся в одну колонию Коннектикут) и поменяли формулировку и расположение девиза.
В центре печати три лозы. Под ними надпись „Qui Transtulit Sustinet”. Вокруг виноградной лозы есть надпись " Sigillum Reipublicæ Connecticutensis”.

Барочный Щит с белым полем, посередине которого три виноградные лозы поддержкой и плодами. Лоза посередине щита и лоза в правой части щита должны подниматься против часовой стрелки. Лоза в левой части должна подниматься по часовой стрелке. Края щита должны состоять из двух линий, окаймленных тонкими линиями, украшенными листьями белого дуба с желудями. Под щитом белая-золотая лента, раздвоенная на концах, на ней начертана фраза Qui transtulit sustinet («Тот, кто посадил нас, будет заботиться о нас» — девиз штата).

## Внешние ссылки
- Connecticut General Statutes § 3-106. (2022) — Seal. :: Title 3 ...
- Shankle, George Earlie. State Names, Flags, Seals, Songs, Birds, Flowers, and Other Symbols. Revised edition. New York: The H.W. Wilson company, 1938.
- Shearer, Benjamin F. and Barbara S. State Names, Seals, Flags and Symbols: A Historical Guide Third Edition, Revised and Expanded. Westport, Conn: Greenwood Press, 3 Sub edition, 2001.
- Flags and Seals of Connecticut // Society of Colonial Wars in the State of Connecticut
- http://www.hubert-herald.nl/USAConnecticut.htm
- The Great Seal of Connecticut // netstate.com
- https://www.heraldry-wiki.com/heraldrywiki/index.php?title=Connecticut
- https://npgallery.nps.gov/AssetDetail/2001B932-1DD8-B71C-07C5146405E301B5